# Before the Last Leaves Fall
Before the Last Leaves Fall è un cortometraggio muto del 1913 diretto da Edgar Jones.

## Produzione
Il film fu prodotto dalla Lubin Manufacturing Company.

## Distribuzione
Distribuito dalla General Film Company, il film - un cortometraggio in una bobina - venne distribuito nelle sale USA il 30 dicembre 1913.